# Mieszczański Stopień Wodny

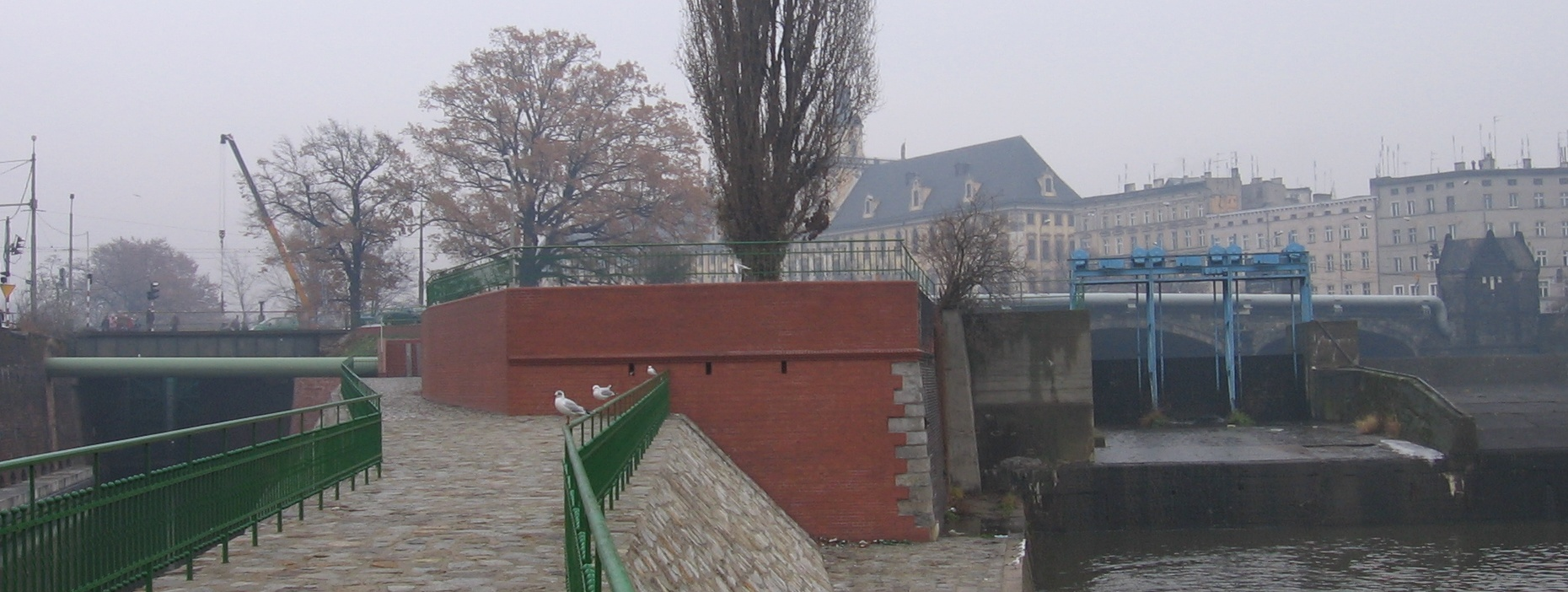
Stanowisko dolne stopnia:
po lewej przekop Śluzy Mieszczańskiej
po prawej północne przęsło jazu elektrowni południowej

Mieszczański Stopień Wodny – stopień wodny we Wrocławiu położony w Śródmiejskim Węźle Wodnym – Dolnym. Stopień piętrzy wody największej z rzek przepływającej przez miasto – Odry. Zlokalizowany jest na jej śródmiejskim ramieniu przepływającym przez centrum miasta.

## Elementy stopnia

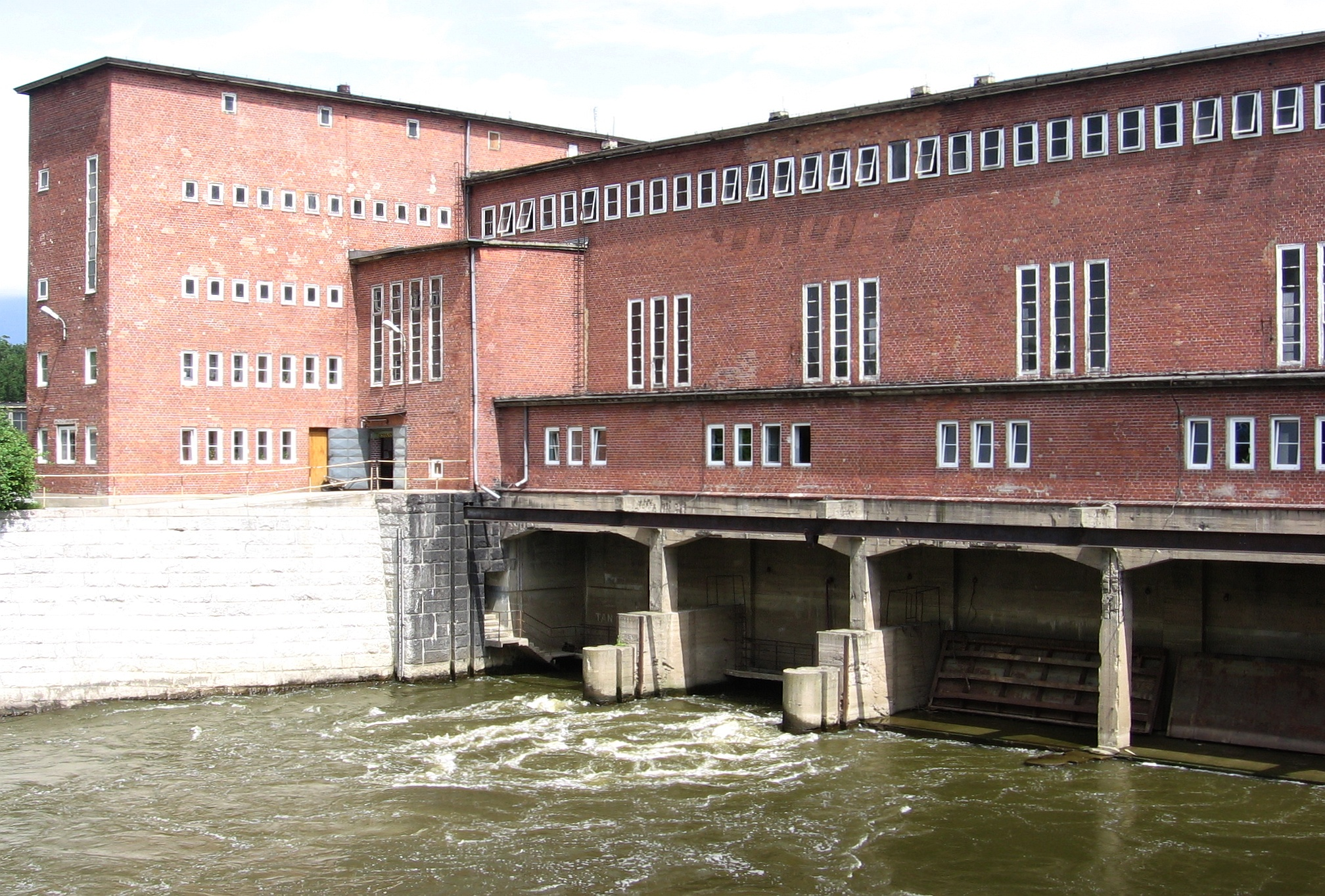
Stanowisko dolne stopnia:
Elektrownia Wodna Wrocław I (Południowa)

Stopień ten składa się kilku podstawowych elementów hydrotechnicznych, a także budynków oraz obiektów pomocniczych i towarzyszących. Podstawowymi elementami tego stopnia są:
- Elektrownia Wodna Wrocław I,
- Jaz Elektrowni Wodnej Wrocław I,
- Śluza Mieszczańska,
- Elektrownia Wodna Wrocław II,
- Jaz Elektrowni Wodnej Wrocław II.

Oprócz podstawowych obiektów piętrzących stopnia, w ramach kolejnych inwestycji wybudowano szereg niezbędnych obiektów pomocniczych i towarzyszących. Są to między innymi budynki obu elektrowni wodnych, most przy elektrowni południowej (Most dojazdowy w zespole budowlanym Elektrowni Wodnej Południowej), nabrzeża, umocnienia brzegów powyżej i poniżej stopnia, kanał wodny (przekop Śluzy Mieszczańskiej), i inne. W obrębie południowej części stopnia powstały dwie niewielkie, nienazwane wyspy: wyspa powstała w wyniku wykonania przekopu Śluzy Mieszczańskiej, oraz wyspa, na której częściowo stoi budynek elektrowni południowej. Przy stopniu zrealizowano także inną inwestycję, polegającą na budowie ciągu przepraw mostowych – Mosty Pomorskie – które nie są częścią stopnia wodnego.

## Historia

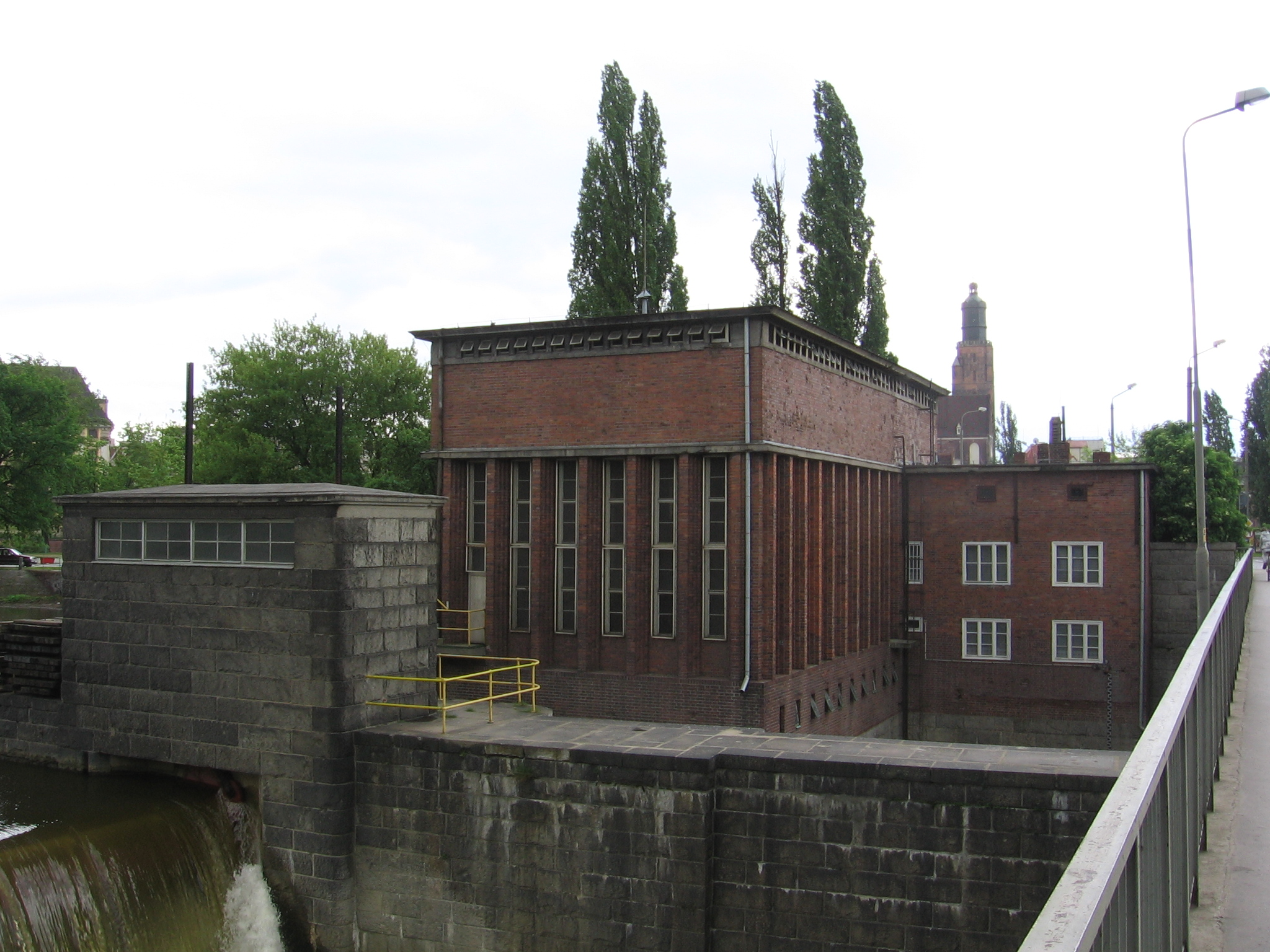
Elektrownia Wodna Wrocław II (widziana z Mostu Pomorskiego Północnego), po lewej przepływająca wodna nad klapą jazu

Obecny kształt Mieszczańskiego Stopnia Wodnego jest wynikiem realizacji wielu inwestycji, rozłożonych czasie, rozszerzających lub zmieniających zakres i sposób pracy stopnia. Potrzeba budowy tego stopnia wynikała pierwotnie z erozji dennej jaka nastąpiła podczas pewnego okresu eksploatacji wcześniej wybudowanego Piaskowego Stopnia Wodnego. Proces ten zagroził stateczności budowlom istniejącego stopnia. Podjęto więc decyzję o budowie poniżej na rzece kolejnego stopnia, który miał między innymi zapewnić bezpieczeństwo konstrukcji budowlom Piaskowego Stopnia Wodnego oraz dawał możliwość budowy nowych siłowni wodnych we Wrocławiu.

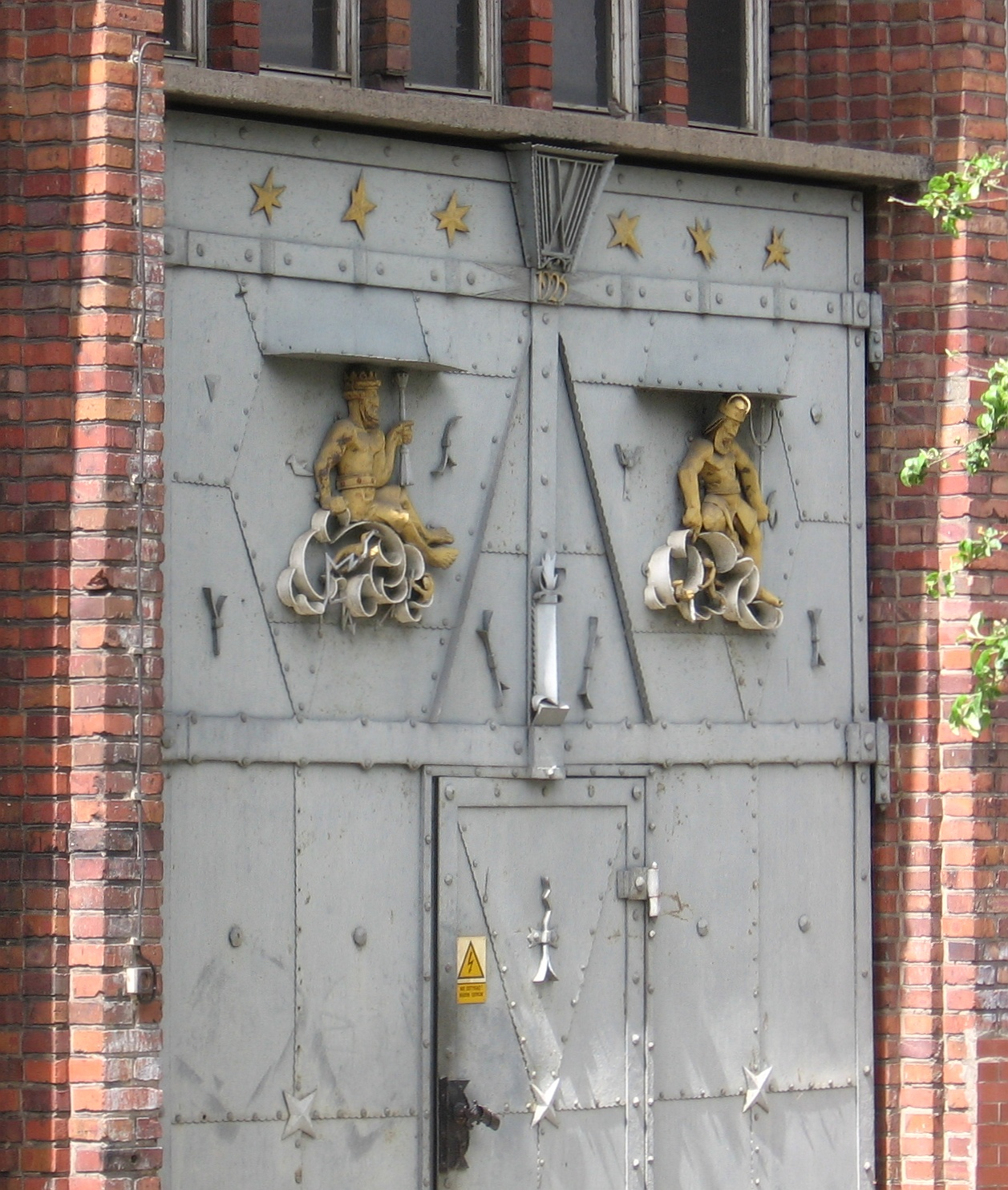
Elektrownia Wodna Wrocław II – brama do budynku elektrowni

| Lata      | Obiekt budowlany                  | Wydarzenie, rodzaj robót                       |
| --------- | --------------------------------- | ---------------------------------------------- |
| 1334      | stopień wodny                     | początek budowy jazów i młynów                 |
| 1792–1794 | Śluza Mieszczańska                | budowa śluzy drewnianej                        |
| 1874–1879 | Śluza Mieszczańska                | budowa nowej śluzy murowanej                   |
| 1916      | stopień wodny                     | początek przebudowy stopnia, likwidacji młynów |
| 1921–1924 | Elektrownia Wodna Południowa      | budowa                                         |
| 1921–1924 | Jaz Elektrowni Wodnej Południowej | budowa                                         |
| 1924      | Elektrownia Wodna Południowa      | przekazanie obiektu miastu                     |
| 1924–1925 | Elektrownia Wodna Północna        | budowa                                         |
| 1926      | Elektrownia Wodna Północna        | przekazanie obiektu miastu                     |
| 1941–1942 | Jaz Elektrowni Wodnej Południowej | przebudowa                                     |
| 1942      | Jaz Elektrowni Wodnej Północnej   | budowa nowego jazu                             |
| 1959      | Jaz Elektrowni Wodnej Południowej | przebudowa                                     |
| 1959      | stopień wodny                     | zwiększenie poziomu piętrzenia                 |
| 1970      | Elektrownia Wodna Południowa      | montaż turbin Kaplana                          |
| 2003–2005 | Śluza Mieszczańska                | remont                                         |

## Nazewnictwo

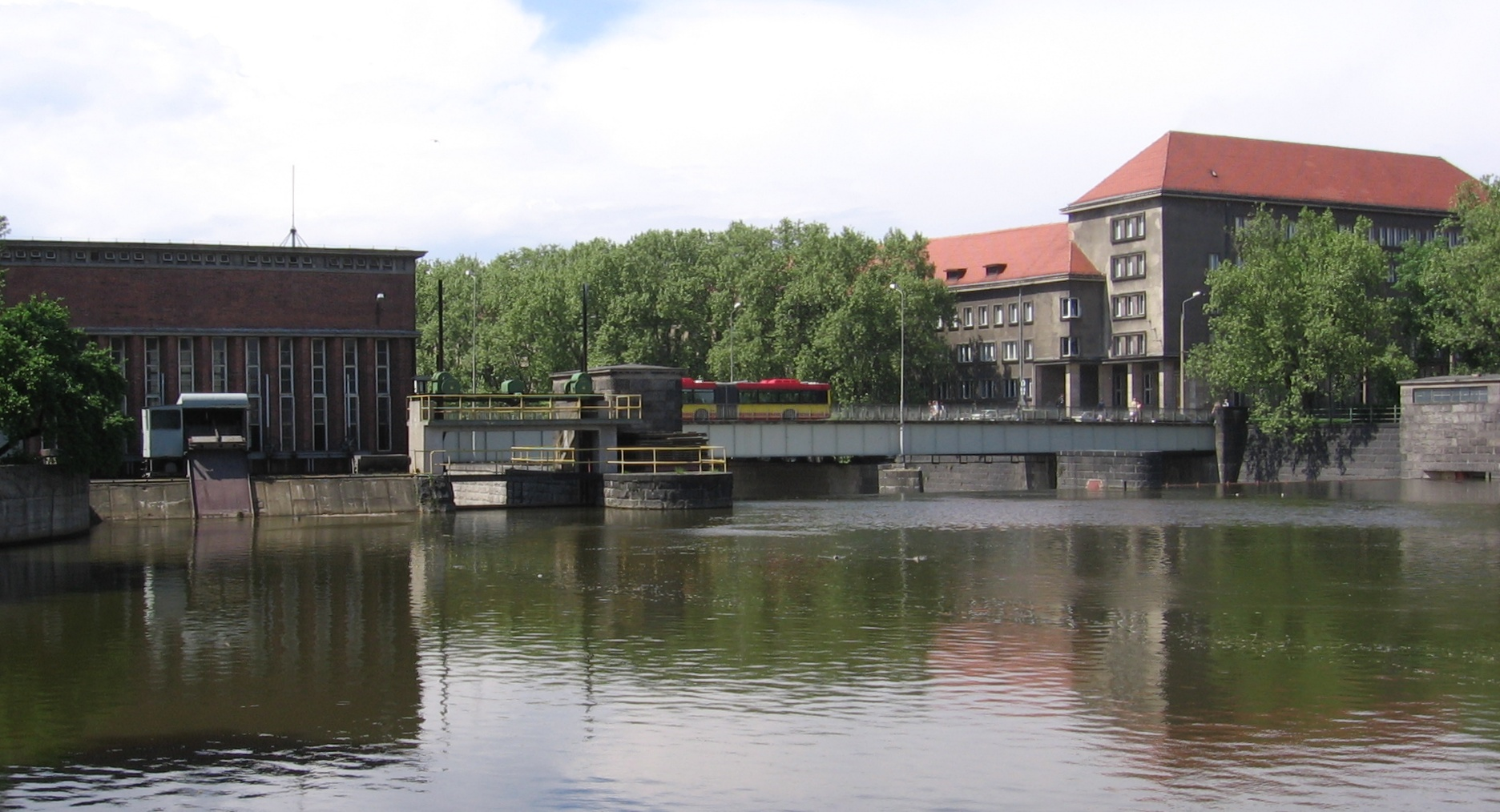
Stanowisko górne stopnia:
po lewej – Elektrownia Wodna Wrocław II
po prawej – jaz (za nim Most Pomorski Północny)

W okresie powojennym, w Polsce, ukształtowało się odpowiednie nazewnictwo w odniesieniu do obiektów stopnia. Dla śluzy stosuje się nazwę zgodną z nazwą stopnia wodnego: Śluza Mieszczańska. Natomiast dla dwóch elektrowni wodnych i dwóch jazów elektrowni, dla odróżnienia, stosowane jest w literaturze przedmiotu i różnych publikacjach, przez różnych autorów, zamiennie, abo oznaczenie cyfrą rzymską, albo określenie związane w położeniem: Południowa(y) – I; Północna(y) – II. Ponieważ współcześnie istniejące obiekty stopnia powstały w czasie, gdy Wrocław przynależał do Niemiec, miały również one wcześniej swoje nazwy niemieckie.
| Nazwa obecna                     | Inna nazwa                            | Nazwa niemiecka       |
| -------------------------------- | ------------------------------------- | --------------------- |
| Elektrownia Wodna Wrocław I      | Elektrownia Wodna Południowa          | Kraftwerk             |
| Jaz Elektrowni Wodnej Wrocław I  | Jaz Elektrowni Południowej            |                       |
| Śluza Mieszczańska               |                                       | Bürgerwerder-Schleuse |
| Elektrownia Wodna Wrocław II     | Elektrownia Wodna Północna            | Kraftwerk             |
| Jaz Elektrowni Wodnej Wrocław II | Jaz Elektrowni Północnej, Wielka Tama |                       |

## Lokalizacja stopnia

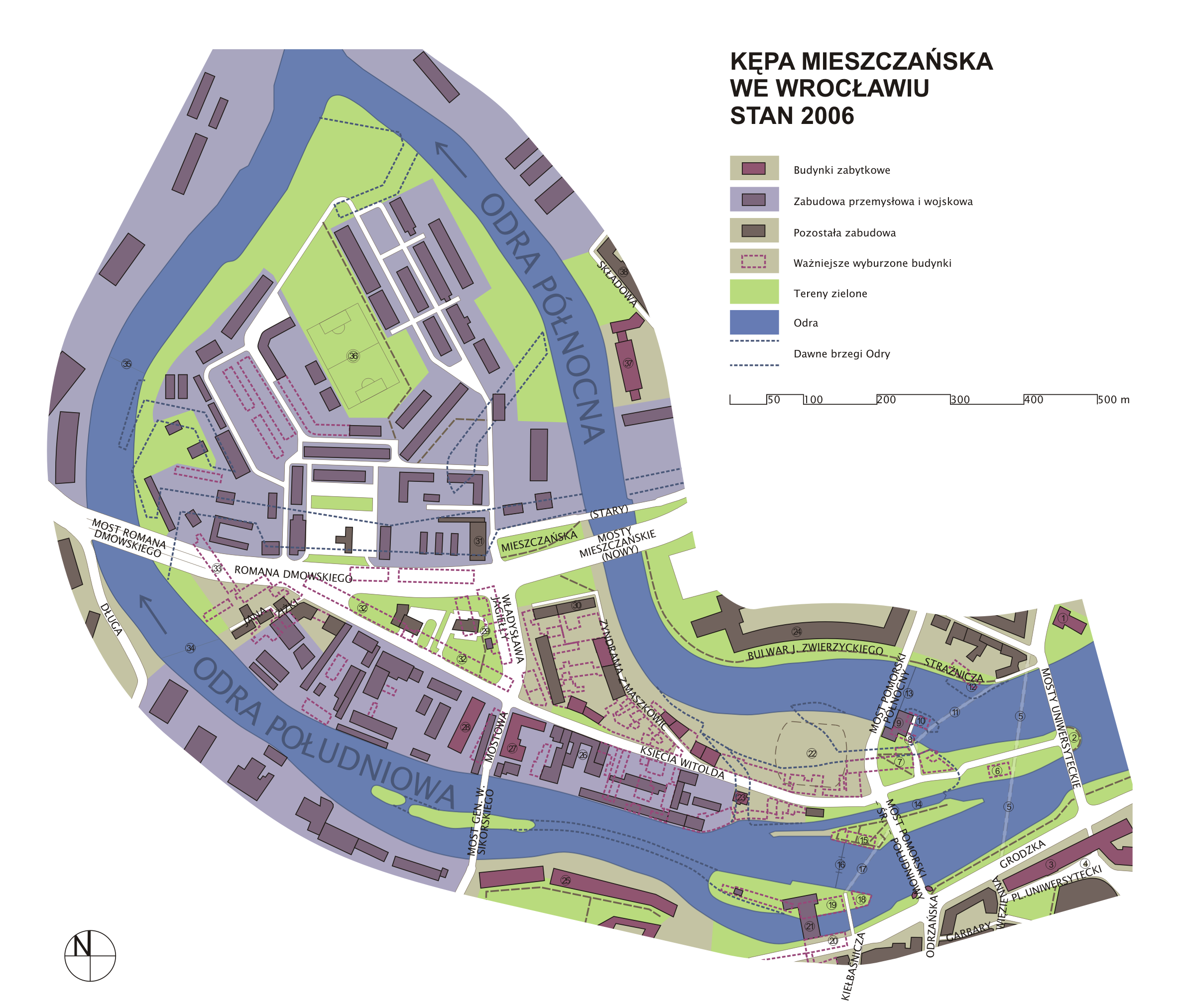
Kępa Mieszczańska, Mieszczański Stopień Wodny:
21. elektrownia południowa
16. jaz elektrowni południowej
14. Śluza Mieszczańska
9. elektrownia północna
13. jaz elektrowni północnej

Stopnień ten obejmuje budowle piętrzące umiejscowione w dwóch ramionach rzeki Odra przepływające przez centrum miasta: na tzw. Odrze Południowej i Odrze Północnej. Oba te ramiona, wraz z licznymi mniejszymi ramionami i kanałami tworzą tzw. Śródmiejski Węzeł Wodny. Zasadniczo węzeł ten dzieli się na:
- Śródmiejski Węzeł Górny, obejmujący ramiona i kanały[a], na których położony jest Piaskowy Stopień Wodny; tu znajdują się niewielkie wyspy[b]; za tym węzłem Odra Południowa i Północna, na bardzo krótkim odcinku łączy się, by w stosunkowo niedużej odległości znów rozdzielić się na dwa ramiona, i dalej.
- Śródmiejski Węzeł Dolny, obejmujący oba ramiona rzeki (oraz krótkie przekopy), opływające wyspę Kępa Mieszczańska; w początkowym biegu obu ramion położony jest Mieszczański Stopień Wodny.

Część stopnia położona na Odrze Południowej, obejmująca elektrownię południową, jaz i śluzę, zlokalizowana jest pomiędzy wyspą Kępa Mieszczańska (na północ od śluzy), administracyjnie przynależną do osiedla Nadodrze, a obszarem Starego Miasta (na południe od elektrowni). Zarówno elektrownia, jak i jaz, położone są względem biegu rzeki, poniżej, na zachód od Mostu Pomorskiego Południowego, śluza natomiast powyżej Mostu Pomorskiego Środkowego, na wschód od niego. Powyżej śluzy wykonano keję dla potrzeb żeglugi pasażerskiej. Część stopnia umiejscowiona na Odrze Północnej, obejmująca elektrownię północną i jaz przy elektrowni, leży pomiędzy Kępą Mieszczańską a obszarem osiedla Nadodrze. Obiekty stopnia zlokalizowane są nieco powyżej Mostu Pomorskiego Północnego, na wschód od niego. Przy stopniu na umocnionym brzegu przebiega bulwar nadodrzański. Na tym ramieniu Odry, przed stopniem na wyspie Kępa Mieszczańska, powstała w 2009 roku marina śródmiejska – Marina Topacz.
Jaz elektrowni południowej zlokalizowany jest w 252,45 km biegu Odry, a jaz elektrowni północnej w 1,2 km biegu Odry Północnej.

## Miejsce w układzie funkcjonalnym

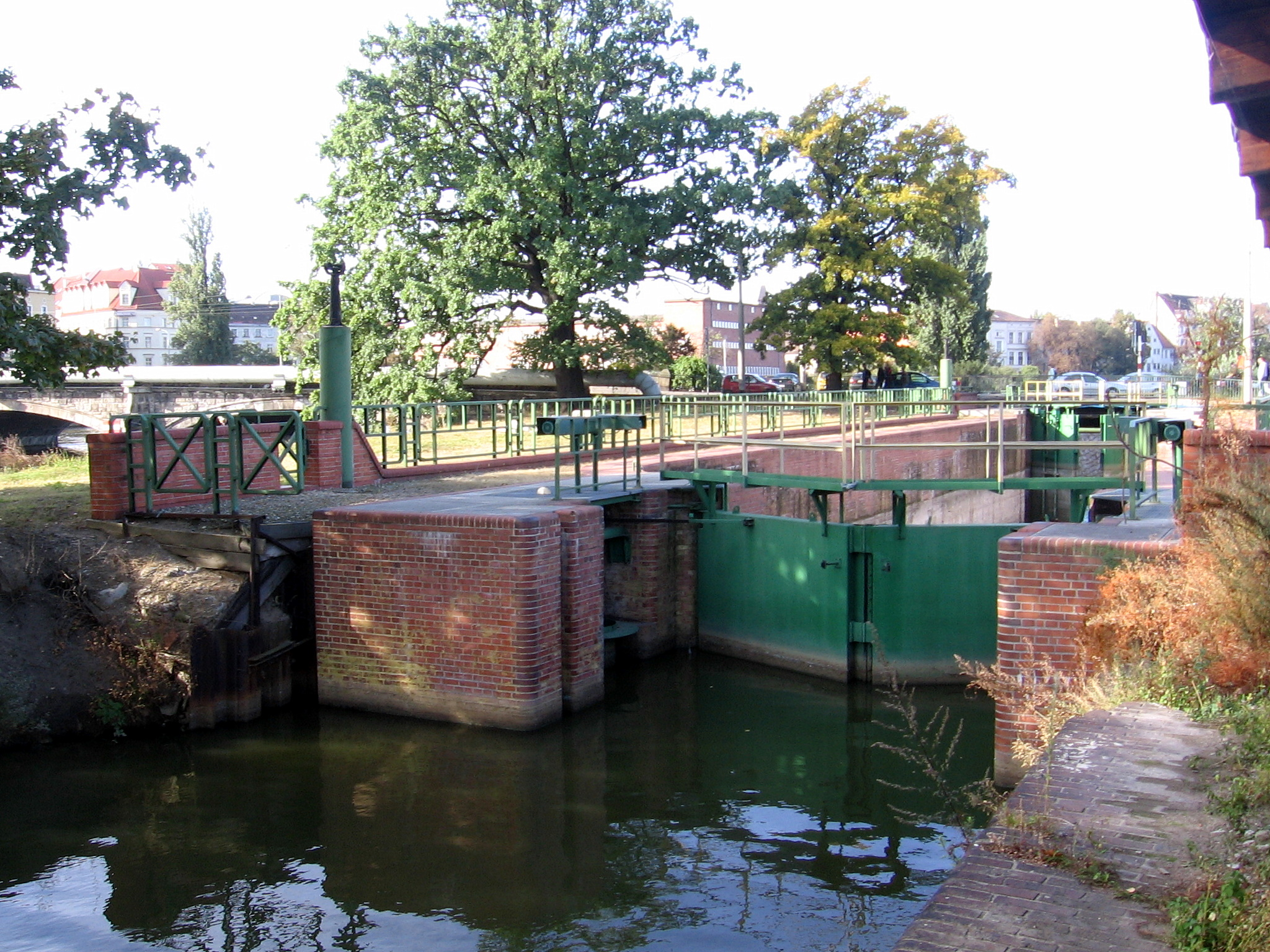
Stanowisko górne stopnia: Śluza Mieszczańska

Wrocław położony jest nad skanalizowanym odcinkiem rzeki Odra, co oznacza, że Mieszczański Stopień Wodny jest jednym z całego ciągu stopi utrzymujących wymagany poziom wody na rzece. Poprzednim stopniem wodnym jest Piaskowy Stopień Wodny. Następnym stopniem zgodnie z biegiem rzeki jest Stopień Wodny Rędzin. Natomiast równolegle (równorzędnie) w układzie hydrotechnicznym całego Wrocławskiego Węzła Wodnego, położony jest Stopień Wodny Różanka, na tzw. Głównej Drodze Wodnej, oraz częściowo Stopień Wodny Psie Pole, a w zasadzie jeden z jego elementów, tzn. Śluza Miejska, na tzw. Wrocławskim Szlaku Miejskim.
Choć jednym z elementów Mieszczańskiego Stopnia Wodnego jest śluza komorowa, to jednak szlak wodny przez nią prowadzący nie jest drogą wodną w rozumieniu odpowiednich przepisów prawa, tj. rozporządzenia Rady Ministrów w sprawie śródlądowych dróg wodnych – wykaz śródlądowych dróg wodnych; nie został on ujęty w wykazie śródlądowych dróg wodnych stanowiącym załącznik do tego rozporządzenia. Śródmiejskie szlaki żeglugowe zostały jednak udostępnione dla żeglugi przez Regionalny Zarząd Gospodarki Wodnej we Wrocławiu.

## Obiekty podstawowe
Obiekty podstawowe stopnia to obiekty utrzymujące odpowiedni, założony poziom piętrzenia na stopniu oraz realizujące inne, konkretne funkcje, do których dana budowla jest przeznaczona. Do 1959 roku spad wynosił 3,74 m. Po przebudowie na stopniu i zmianie parametrów eksploatacji, tak jak obecnie, spad ten wynosi 5,62 m.
| Nazwa                            | Ramię, kanał                       | Rodzaj            | Data powstania    | Podstawowe dane                                              |
| -------------------------------- | ---------------------------------- | ----------------- | ----------------- | ------------------------------------------------------------ |
| Elektrownia Wodna Wrocław I      | Odra Południowa – kanał elektrowni | elektrownia wodna | 1924              | moc instalowana: 2,4 MW                                      |
| Jaz Elektrowni Wodnej Wrocław I  | Odra Południowa                    | jaz               | 1924 (1959)       | przęsła: 6,5 m (3 zasuwy); 22,4 m (stały); 11,0 m (4 zasuwy) |
| Śluza Mieszczańska               | Odra Południowa – przekop          | śluza komorowa    | 1794 (1879, 2000) | wymiary: 42,8 × 5,3; zamknięcia: wrota wsporne               |
| Elektrownia Wodna Wrocław II     | Odra Północna                      | elektrownia wodna | 1925              | moc instalowana: 1 MW                                        |
| Jaz Elektrowni Wodnej Wrocław II | Odra Północna                      | jaz               | 1942              | przęsła: 25,7 m (klapa); 25,7 m (klapa); 6,5 m (zasuwa)      |

## Pozostałe obiekty

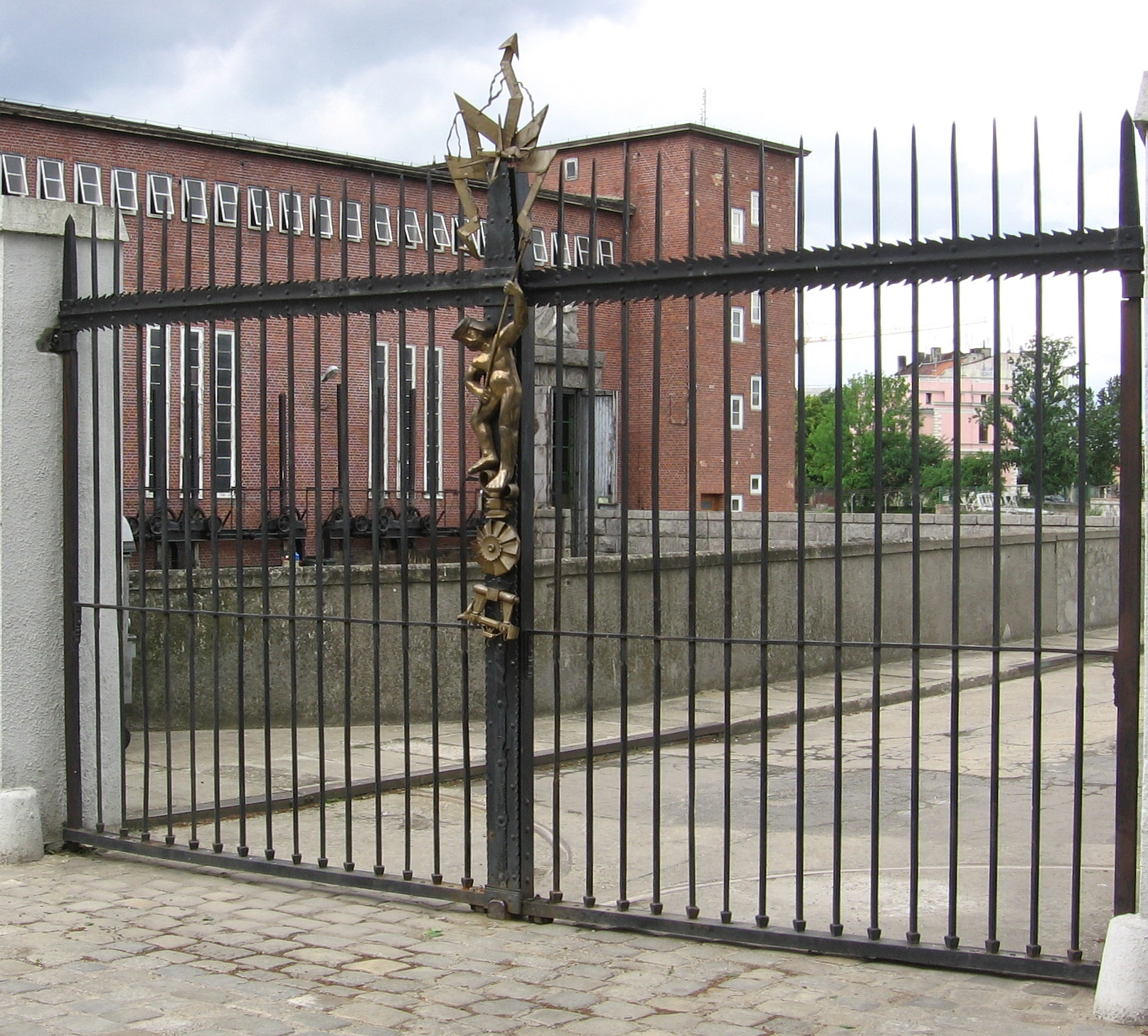
Brama wjazdowa na teren Elektrowni Południowej, za nią most

Wraz z elektrownią wodną południową wybudowano budynek maszyn według projektu Maksa Berga, przy współpracy Ludwiga Moshamera i Richarda Konwiarza. Na obiekcie wykonano również ozdobne elementy i metaloplastykę; wykonawcami byli Jaroslav Vonka i Robert Bednorz.
Budynek elektrowni północnej projektował również Max Berg. Tu również powstały ozdobne elementy metalowe wykonane przez Jarosława Vonkę.
Przy elektrowni południowej wybudowano most, dostępny wyłącznie dla obsługi stopnia.